# 天阴二
天阴二，即白羊座ζ （ζ Ari，拜耳命名法）或白羊座58（佛兰斯蒂德命名法），是一颗位于白羊座的恒星，距离地球约340光年。天阴二的视星等为+4.87，它是一颗A型主序星。
白羊座ζ在中国星官系统中属于西方白虎七宿中昴宿的星官天阴第二星，因此被称为天阴二
。在西方和白羊座δ、白羊座ε、白羊座π和白羊座ρ3一起并称为Al Botein，来自于阿拉伯语بطين，意思为“腹部”。